# باجنيز (أسطورة)
باجنيز (بالإنجليزية: Baginis)‏ في الأساطير الأسترالية موجودات أنثوية نصفها إنسان ونصفها حيوان، لها وجوه جميلة ومخالب بدلا من الأصابع. وهي تمسك بالرجال وتغتصبهم، وبعد أن نشبع تطلق سراحهم.